# 新西兰大学列表
纽西兰的大学教育始于1869年，最大以及公认最好的的大学是位于奥克兰的奥克兰大学。现在纽西兰国内有八所国立大学和其他一些受政府承认的科技学院。
1874到1961年间，新西兰唯一有权颁发大学学位的机构为新西兰大学，1961年后该机构解散，旗下的6所院校各自独立并自行颁发学位，包括奥塔哥大學 、坎特伯雷大學 、奧克蘭大學、惠灵顿维多利亚大學 、林肯大學 、梅西大學。
下面是新西兰八所国立大学的列表：

## 北島
- 奥克蘭理工大學 (奥克蘭)
- 梅西大學 (北帕、奥克蘭、惠灵顿)
- 奧克蘭大學 (奧克蘭)
  - 奧克蘭教育學院
- 怀卡托大學 (汉密尔顿)
- 惠灵顿维多利亚大學 (惠灵顿)

## 南島
- 坎特伯雷大學 (基督城)
- 奥塔哥大學 (但尼丁)
  - 奥塔哥教育學院 (但尼丁)
- 林肯大學 (林肯，坎特伯雷)

## 参看
- 新西蘭教育